# Anna Schoen-René
Anna Eugénie Schoen-René (* 12. Januar 1864 in Marienwerder, Westpreußen; † 13. November 1942 in New York City) war eine deutschamerikanische Opernsängerin (Sopran) und Gesangspädagogin.

## Leben und Werk
Schoen-Renés Eltern waren der höhere Forstbeamte Ernst Heinrich Schön (1828–1874) und Barbara Rosalia Schön, geb. Steimer (1831–1892). Sie wuchs in Koblenz auf und studierte von 1884 bis 1886 bei Anna Schultzen von Asten an der Königlich Akademischen Hochschule für Musik in Berlin. Auf Empfehlung ihrer dortigen Lehrerin wurde sie Gesangsschülerin von Pauline Viardot-García. Sie debütierte 1887 als Cherubino in der Hochzeit des Figaro, Zerlina in Don Giovanni und Marcelline in Fidelio am Herzoglichen Hoftheater Altenburg. In Paris trat sie in Konzerten unter Leitung von Charles Gounod auf und erhielt 1892 ein Angebot für ein Engagement an der Metropolitan Opera.
Eine schwere Tuberkuloseinfektion beendete jedoch 1893 ihre Laufbahn als Sängerin. Im August 1892 fuhr sie in die Vereinigten Staaten und verbrachte drei Jahre bei ihrer Schwester in Minneapolis, wo sie an der University of Minnesota zwei Gleeclubs gründete, die sie zu einer Choral Union erweiterte, die bei Opern- und Oratorienaufführungen mitwirkte. Sie gab Vorlesungen in Musikgeschichte an der Universität und war an der Gründung der Fakultät für Musik beteiligt. Ermutigt von Walter Damrosch gründete sie ein kleines Orchester, aus dem später das Minneapolis Symphony Orchestra und das North Western Symphony Orchestra of St. Paul hervorgingen. Sie war damit vermutlich die erste Frau in den USA, die ein Orchester dirigierte.
In den Sommern reiste sie jeweils nach Paris, um ihre eigene Ausbildung bei Pauline Viardot-Garcia fortzusetzen. Nach einer Ausbildung als Gesangslehrerin bei deren Bruder Manuel García kehrte sie 1909 als Gesangslehrerin nach Berlin zurück. 1919 kehrte sie in die USA zurück, deren Staatsbürgerschaft sie seit 1906 besaß. Von 1925 bis 1942 unterrichtete sie an der Juilliard School of Music. 1941 veröffentlichte sie ihre Memoiren unter dem Titel America’s Musical Inheritance: Memories and Reminiscences.
Anna Schoen-René ist auf dem Ferncliff Cemetery, Hartsdale, New York begraben.
Schoen-René galt in den 1920er und 1930er Jahren als eine der bedeutendsten Gesangslehrerinnen der westlichen Welt. Ihr striktes Beharren auf Disziplin brachte ihr unter ihren Schülern den Spitznamen „der preußische General“. Zu diesen zählten Sänger wie Florence Austral, Marshall Bartholomew, Lillian Blauvelt, Karin Branzell, George Britton, Kitty Carlisle, Florenzio Constantino, Elisabeth Delius, Judith Doniger, Florence Easton, Sonia Essen, Éva Gauthier, Mack Harrell, Margaret Harshaw, Julius Huehn, Charles Kullmann, Lucie Manén, George Meader, Maria von Maximovitch, Paul Robeson, Lanny Ross, Risë Stevens, Hugh Thompson, Marie Tiffany und Thelma Votipka.

## Werke
- Anna Eugénie Schoen-René: America’s musical inheritance : memories and reminiscences. Putnam’s Sons, New York 1941 (Digitalisat im Internet Archive).